# Уча-де-Сус
Уча-де-Сус (рум. Ucea de Sus) — село у повіті Брашов в Румунії. Входить до складу комуни Уча.
Село розташоване на відстані 183 км на північний захід від Бухареста, 72 км на захід від Брашова, 141 км на південний схід від Клуж-Напоки.

## Населення
За даними перепису населення 2002 року у селі проживали 944 особи, з них 940 осіб (99,6%) румунів. Усі жителі села рідною мовою назвали румунську.